# ウィリアム・ブロムリー (庶民院議長)
サー・ウィリアム・ブロムリー（英語: Sir William Bromley PC、1663年8月31日（洗礼日） – 1732年2月13日）は、イギリスの政治家。トーリー党所属で1690年から1732年まで庶民院議員であり、1710年から1713年まで庶民院議長を、1713年から1714年まで北部担当国務大臣を務めた。

## 生涯

### 初期の経歴

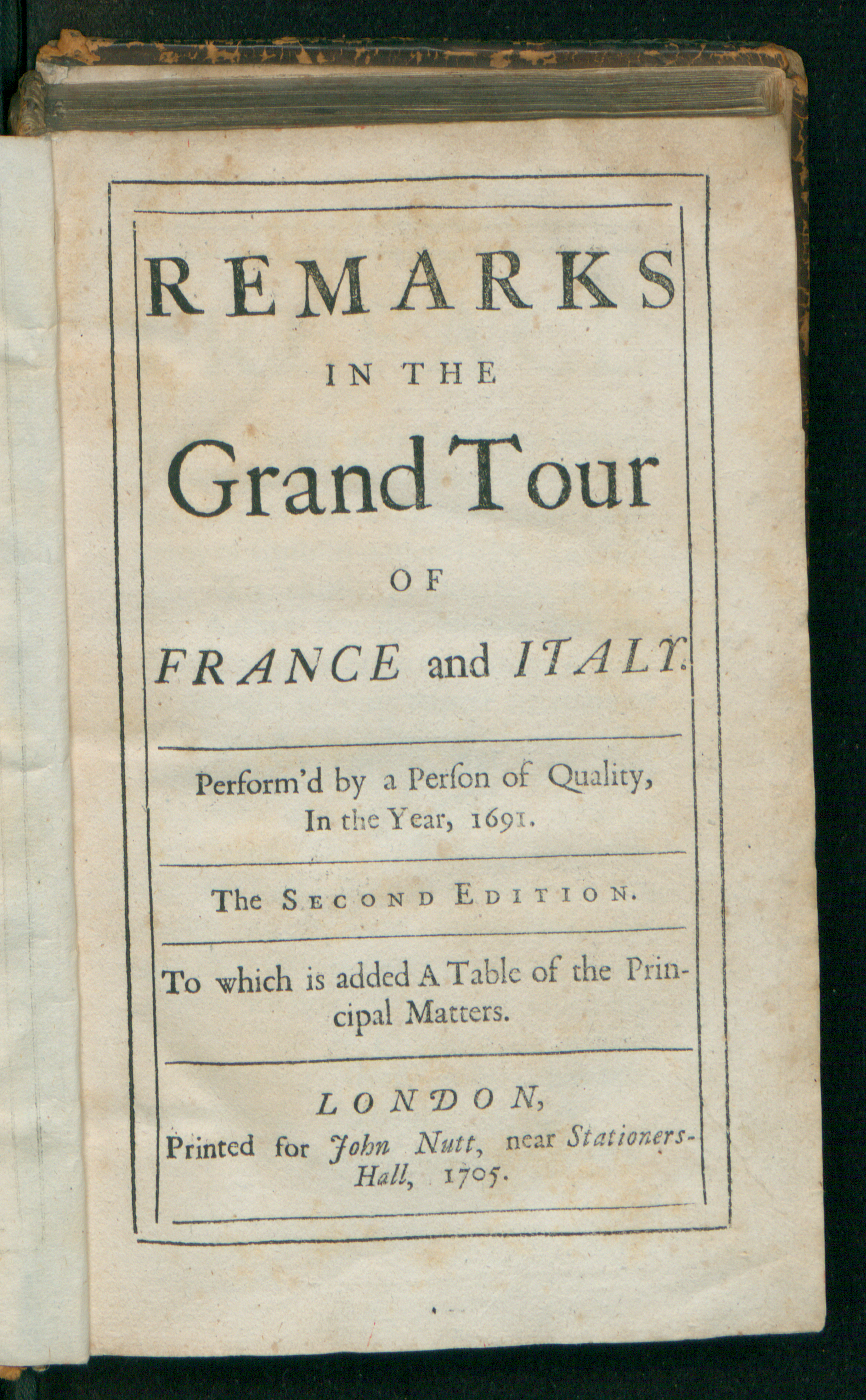
Remarks in the Grand Tour of France and Italy、1705年版。

サー・ウィリアム・ブロムリーとアーシュラ・リー（Ursula Leigh、初代リー男爵トマス・リーの娘）の長男として、ウォリックシャーのバギントンで生まれ、1663年8月31日に洗礼を受けた。
1679年4月12日にオックスフォード大学クライスト・チャーチに入学、1681年に教養学士（B.A.）の学位を、1702年8月27日に民法学博士（D.C.L.）の学位を得た。また1683年にミドル・テンプル入りを果たした。1688年に大陸ヨーロッパを旅し、そのときの体験を1692年に『Remarks in the Grande Tour lately performed by a Person of Quality.』として、1702年に『Several Years through Portugal, Spain, Italy, Germany, Prussia, Sweden, Denmark, and the United Provinces, performed by a Gentleman.』として出版した。

### 政歴
1690年イングランド総選挙でウォリックシャー選挙区から出馬して当選、1695年にはウォリック再建委員（ウォリックでは前年に大火事がおきた）を務めたが、ウィリアム3世への忠誠の誓いを拒否したため議員資格を失い、1698年イングランド総選挙にも出馬しなかった。
1701年3月、オックスフォード大学選挙区の補欠選挙で当選して庶民院議員に復帰、以降死去まで同選挙区の議員を務めた 。当選後は便宜的国教徒禁止法案を通過させるために尽力、弁論者としての名声を得て1705年には庶民院議長当選確実と言われたが、先代の議長ロバート・ハーレー（後のオックスフォード＝モーティマー伯爵）の妨害に遭った。ハーレーは1692年の『Remarks in the Grande Tour lately performed by a Person of Quality.』を再び出版して庶民院議員に配り、その中身の「教皇のスリッパに接吻した」「オレンジ公とオレンジ公妃」という文言が問題となってジョン・スミスに43票差で敗れた。
1710年イギリス総選挙でトーリー党が優勢になり、ブロムリーは同年11月25日に庶民院議長に当選、1711年6月23日に枢密顧問官に任命された。
庶民院議長在任中の1713年、スコットランド出身の議員からの質問に対し「私は合同を全ての方面で好んでいるわけではありませんが、イングランドにとって利益があり、一度スコットランドを捕まえたので、繋がれるままにするだろう」と発言、イングランドがスコットランドへの支配を強めるために合同を推進したとの見方に信憑性を与える形となった。1713年8月に庶民院議長を辞任して北部担当国務大臣に就任したが、アン女王の死去によりトーリー党政権が倒れるとブロムリーも罷免され、以降2度と公職に就かなかった。
ジョージ1世の治世（1714年 – 1727年）ではトーリー党の一員として活躍、1715年7月にオックスフォード＝モーティマー伯爵が大逆罪で起訴されたときは彼を弁護、1716年4月に七年議会法案に反対、1717年12月に軍縮動議を支持、1722年10月に人身保護法停止に反対した。1732年2月13日に死去、バギントンに埋葬された。

## 家族
1685年、キャサリン・クロベリー（Catherine Cloberry、1688年没、サー・ジョン・クロベリーの娘）と結婚、1男をもうけた。
- クロベリー（1685年 – 1711年） - 庶民院議員。1708年3月25日にドロシー・ブロムリー（Dorothy Bromley、ウィリアム・ブロムリー（英語版）（1656年 – 1707年）の娘）と結婚、子供なし[6]

1689年11月21日、トレヴァー・フォートリー（Trevor/Trever Fortrey、1691年頃没、サミュエル・フォートリーの娘）と再婚したが、2人の間に子供はいなかった。1692年までにセシリア・スワン（Cecilia Swan、1698年以前没、初代準男爵サー・ウィリアム・スワンの娘）と再婚、1男（ブロムリーの存命中に死去）をもうけた。1698年1月12日にエリザベス・ストール（Elizabeth Stawll、初代ストール男爵ラルフ・ストールの娘）と再婚、2男3女をもうけた。
- トマス（1693年頃 – 1716年8月） - 1710年6月7日にオックスフォード大学クライスト・チャーチに入学、1716年7月21日にM.A.の学位を修得した[3]。生涯未婚[7]
- ウィリアム（1699年洗礼 – 1737年） - 庶民院議員。1724年7月2日にルーシー・スロックモートン（Lucy Throckmorton、クレメント・スロックモートンの娘）と結婚、子供あり[8]
- エリザベス[7]
- アン[7]

## 関連図書
- The Oxford Dictionary of National Biography, Volume 7, edited by H.C.G. Mathew and Brian Harrison (Oxford University Press 2004)